# Euro Hockey Tour
Euro Hockey Tour je série hokejových turnajů, na kterých se střetávají reprezentační výběry Česka, Finska, Švédska a Švýcarska (od roku 2022), do roku 2021 Ruska.
Do ročníku 2013/14 se dělil na čtyři samostatné turnaje, od ročníku 2014/15 se zanechala jen finská Karjala a ruský Channel One Cup. V sezóně 2016/17 se ale vrátilo k původní podobě a opět se hrají 4 turnaje.  Od konce února 2022 se vynechává do odvolání ruský Channel One Cup:
- České hokejové hry (dříve Pragobanka Cup/Tour, Česká pojišťovna cup, Czech Hockey Games, KAJOTbet Hockey Games), Česko, většinou se hrají v dubnu mimo olympijské roky, kdy se hrají v září. Poprvé pořádány ve Zlíně v roce 1994, tam bylo jejich sídlo i dalších osm ročníků. Poté se konaly v různých českých městech: v Liberci, Karlových Varech, Českých Budějovicích, Pardubicích nebo v Brně. V letech 2004, 2007, 2010 a mezi lety 2014 a 2016 se turnaje neuskutečnily. V roce 2021 se poprvé konaly v Praze v O2 aréně. Součástí Euro Hockey Tour od roku 1997.
- Sweden Hockey Games (dříve Oddset Hockey Games, LG Hockey Games, Švédské hokejové hry), Stockholm, Švédsko, většinou se hrají v únoru. Poprvé pořádán v roce 1981. Součástí EHT od roku 1997.
- Karjala Cup (též Karjala Tournament), Helsinky, Finsko, většinou v listopadu (dříve Karjala Cup). Poprvé pořádán v roce 1996 jako Karjala Christmas, součástí EHT od roku 1996.
- Swiss Ice Hockey Games, Fribourg, Švýcarsko, před Vánoci. Poprvé pořádán v roce 2022 jako náhrada za turnaj Channel One Cup. Součástí EHT od roku 2022.
- Channel One Cup (dříve Rosno Cup, Baltika Cup, O pohár listu Izvesťja), Moskva, Rusko, před Vánoci. Poprvé pořádán v roce 1967 jako Pohár Izvestijí, součást EHT od roku 1996 do roku 2022.

Po skončení posledního ze čtyř turnajů je konečné umístění určeno podle celkové tabulky všech čtyř turnajů dohromady. Výjimkou byly sezóny 2003/04, 2004/05, 2005/06 a 2006/07, kdy se hrály zápasy o celkové umístění (první s druhým, třetí se čtvrtým). Vítěz bývá označován jako neoficiální mistr Evropy v ledním hokeji.
V jednotlivých dílčích turnajích mohou hrát také reprezentace dalších států jako např. Kanada, Rakousko, Slovensko, Německo a Švýcarsko. Výsledky s těmito soupeři, kteří dostali tzv. divokou kartu s pozváním pořadatele, se ovšem čtyřem stálým členům do celkové tabulky EHT nezapočítávají.
Zápasy Euro Hockey Tour představují pro zúčastněná mužstva možnost pro přípravu na mistrovství světa nebo olympijské hry.
Ruská hokejová reprezentace nebude do odvolání součástí EHT.[zdroj⁠?!]
Ruskou hokejovou reprezentaci nahradila Švýcarská hokejová reprezentace.

## Tabulka umístění
| Poř. | Rok       | 1. místo | 2. místo | 3. místo | 4. místo  | Link |
| ---- | --------- | -------- | -------- | -------- | --------- | ---- |
| 1.   | 1996/1997 | Finsko   | Švédsko  | Rusko    | Česko     |      |
| 2.   | 1997/1998 | Česko    | Švédsko  | Finsko   | Rusko     |      |
| 3.   | 1998/1999 | Švédsko  | Finsko   | Česko    | Rusko     |      |
| 4.   | 1999/2000 | Finsko   | Česko    | Rusko    | Švédsko   |      |
| 5.   | 2000/2001 | Finsko   | Rusko    | Švédsko  | Česko     |      |
| 6.   | 2001/2002 | Finsko   | Rusko    | Švédsko  | Česko     |      |
| 7.   | 2002/2003 | Finsko   | Rusko    | Česko    | Švédsko   |      |
| 8.   | 2003/2004 | Finsko   | Švédsko  | Rusko    | Česko     |      |
| 9.   | 2004/2005 | Rusko    | Švédsko  | Finsko   | Česko     |      |
| 10.  | 2005/2006 | Rusko    | Švédsko  | Finsko   | Česko     | Zde  |
| 11.  | 2006/2007 | Švédsko  | Rusko    | Česko    | Finsko    | Zde  |
| 12.  | 2007/2008 | Rusko    | Finsko   | Česko    | Švédsko   | Zde  |
| 13.  | 2008/2009 | Rusko    | Finsko   | Švédsko  | Česko     | Zde  |
| 14.  | 2009/2010 | Finsko   | Rusko    | Česko    | Švédsko   | Zde  |
| 15.  | 2010/2011 | Rusko    | Švédsko  | Finsko   | Česko     | Zde  |
| 16.  | 2011/2012 | Česko    | Finsko   | Rusko    | Švédsko   | Zde  |
| 17.  | 2012/2013 | Rusko    | Česko    | Finsko   | Švédsko   | Zde  |
| 18.  | 2013/2014 | Finsko   | Rusko    | Česko    | Švédsko   | Zde  |
| 19.  | 2014/2015 | Švédsko  | Finsko   | Česko    | Rusko     | Zde  |
| 20.  | 2015/2016 | Švédsko  | Finsko   | Česko    | Rusko     | Zde  |
| 21.  | 2016/2017 | Rusko    | Česko    | Finsko   | Švédsko   | Zde  |
| 22.  | 2017/2018 | Finsko   | Česko    | Rusko    | Švédsko   | Zde  |
| 23.  | 2018/2019 | Rusko    | Finsko   | Švédsko  | Česko     | Zde  |
| 24.  | 2019/2020 | Česko    | Švédsko  | Finsko   | Rusko     | Zde  |
| 25.  | 2020/2021 | Rusko    | Česko    | Švédsko  | Finsko    | Zde  |
| 26.  | 2021/2022 | Švédsko  | Finsko   | Česko    | Švýcarsko | Zde  |
| 27.  | 2022/2023 | Švédsko  | Česko    | Finsko   | Švýcarsko | Zde  |
| 28.  | 2023/2024 | Švédsko  | Finsko   | Česko    | Švýcarsko |      |
| 29.  | 2024/2025 | Česko    | Finsko   |          |           |      |

## Medaile
| Stát                  | Zlatá medaile | Stříbrná medaile | Bronzová medaile | Celkem |
| --------------------- | ------------- | ---------------- | ---------------- | ------ |
| Finsko                | 9             | 10               | 8                | 27     |
| Rusko                 | 9             | 6                | 5                | 20     |
| Švédsko               | 7             | 7                | 5                | 19     |
| Česko                 | 4             | 6                | 10               | 20     |
| Celkem (po 2023/2024) | 29            | 29               | 28               | 86     |

Vysvětlivky
1. 1 2  Podle tohoto zdroje[2] Švédové zvítězili osmkrát a česká reprezentace třikrát.